# Usus modernus pandectarum
Der usus modernus pandectarum (verkürzt usus modernus; „moderner Gebrauch des Pandektensystems“) bezeichnet in einem vornehmlich auf Deutschland bezogenen und engeren Sinne eine Epoche der Rechtsentwicklung vom 16. bis ins 18. Jahrhundert. Zeitgenössische Bezeichnungen waren auch mores hoderniae („heutiger Gerichtsgebrauch“) und nova practica („moderne Praxis“). Geprägt war die Zeit von Reformationsbewegungen und Glaubenskriegen. Mit dem Beginn der kulturrevolutionären Ereignisse der Aufklärung und des Humanismus, reagierten dann auch Vertreter der herkömmlichen Rechtswissenschaft auf die gesellschaftlichen Geschehnisse und setzten dazu an, weitere Entwicklungsschritte in ihrer Disziplin zu gehen. Das allgegenwärtige römische Recht war seit dem Beginn seiner Rezeption in einigen Bereichen zwar in Ansätzen schon verwissenschaftlicht, auch hatte man gelernt, die Alltagstauglichkeit für die Rechtspraxis in den Blick zu nehmen, aber erst mit den frischen Modernisierungsbestrebungen gelangen auch Bemühungen, aus den zusammengetragenen Erkenntnissen und Erfahrungen eine universal wirkende Gemeinrechtswissenschaft hervorgehen zu lassen. In einem weiteren Sinne wird die Zeit begrifflich wesentlich weiter gefasst, nämlich von der Spätantike bis zu den kontinentaleuropäischen Kodifikationen um die Wende des 19. Jahrhunderts. 
In methodischer Hinsicht verstand sich der usus modernus als autoritativ-philosophisches Rechtsprogramm, in das aristotelisch geprägte scholastische Denkstrukturen und Beweisführungen einflossen. Abgegrenzt blieb man zu den heimischen Lokalrechten (iura propria) einerseits, andererseits war das gesamte Gemeine Recht (ius commune) in den Entwicklungsprozess einbezogen. 
Mit dem usus modernus setzte eine weitere Welle der Verwissenschaftlichung des Rechtslebens in Theorie und Praxis ein. Darin wird die Hauptleistung der neuen Methodenlehre erkannt. Die Arbeiten der Glossatoren und Kommentatoren waren vornehmlich um rationale Auslegungshilfen des spätantiken Corpus iuris bemüht. Die Juristen des usus modernus suchten den Praxisbezug, beispielsweise eines funktionierenden Verkehrsrechts. Neben der Bewältigung zahlreicher komplexer Tatbestände, galt die Aufmerksamkeit verstärkt auch voluntativen Elementen, wie dem Parteiwillen und Absichten. Dabei entstand eine gemeinrechtliche Dogmatik und es wurden die Grundlagen für die späteren Privatrechtsordnungen gelegt. Zunehmende Einflüsse des germanischen und kanonischen Rechts sowie vor allem des Naturrechts, einem System rechtlicher Normen, das für alle Menschen immer und überall verbindlich ist und staatlichen Gesetze voran stehen kann, befruchteten die Arbeiten. Neben dem Gesetzesrecht wurde auch (richterliches) Gewohnheitsrecht berücksichtigt. Die Gesamtheit der verarbeiteten Einflüsse legte den Nährboden für eine einheitliche Rechtsordnung. Als Pandektenwissenschaft oder Pandektensystem bezeichnet, wurde das moderne Recht im 19. Jahrhundert in gleichnamigen Lehrbüchern aufgeschrieben und postuliert.

## Begriffliche Abgrenzung und Namensherkunft
In einem weiten Sinne bezeichnet der usus modernus die lange Zeit vom Ende der Spätantike, die mit der justinianischen Gesetzgebung ihren grundlegenden Abschluss fand, bis zu den zivilrechtlichen Kodifikationen um die Wende zum 19. Jahrhundert. In der Zeit wurde das römische Recht von den europäischen Juristen in Wissenschaft, Lehre und Alltagspraxis als geltendes Recht behandelt. Bei dieser Betrachtungsweise setzt die tatsächliche Rezeption des römischen Rechts aber erst im 12. Jahrhundert in Italien ein, denn die kritische Aufnahme und Bearbeitung des Rechts ging von der bolognesischen Rechtsschule aus, in der die sogenannten Glossatoren tätig wurden. Zwischen dem 12. und 19. Jahrhundert lagen deren Arbeiten (etwa 1100 bis 1250) und darauf aufbauend die der Kommentatoren (etwa 1250 bis 1500), dann der Juristen der humanistischen Jurisprudenz (etwa 1500 bis 1600), die Werke von Naturrechtlern (1650–1800) und schließlich der hier gegenständliche usus modernus im engeren Sinne (etwa 1650 bis 1800). Erheblich ist deren Wirken noch für die Pandektisten (etwa 1800 bis 1900). Moderne Strömungen im Sinne des Begriffs waren alle insofern, als die Sujets der römischen Texte auf den jeweiligen Zeitgeist zugeschnitten wurden, oft geprägt von Verallgemeinerungstendenzen oder restriktiven Auslegungen und Interpretationen, sodass – mehr oder weniger bewusst – eigene Vorstellungen Platz griffen.
Der usus modernus im engeren Sinne fand in seinen Grundzügen im 16. Jahrhundert seinen Ausgang und endete mit den großen Kodifikationsbewegungen, aus denen das  Allgemeine Landrecht Preußens, der französische Code civil und das österreichische ABGB hervorgingen. Deutschland rezipierte das römisch-kanonische Recht, das anderswo, etwa im mos italicus Italiens und im mos gallicus Frankreichs, für die Rechtspraxis längst urbar gemacht worden war. Das dabei entstandene ius commune befruchtete Rechtslehre und Rechtsprechung. Ausgangspunkt für den usus modernus war nach allgemeiner Auffassung ein Formalakt, die Eidesformel, die Richter ab 1495 vor dem Reichskammergericht zu leisten hatten.
Der Name dieser Epoche entstammt dem Titel des Werks Specimen usus moderni pandectarum (1690–92) von Samuel Stryk. Er gilt als einer der Hauptvertreter dieser Stilrichtung. Der eigentliche Begriff ist schwer zu übersetzen, „moderner Gebrauch der Pandekten“ trifft es kaum, da hier die Bedeutung des Wortes „usus“ zu wenig zum Ausdruck kommt. „Usus“ ist ein Fachbegriff des römischen Rechts. Er bezeichnet die längere Anwendung einer Regel oder einen andauernden Brauch mit der Folge, dass daraus Gewohnheitsrecht entsteht. War bisher das Corpus Iuris Civilis mangels entgegenstehendem Partikularrecht unwiderlegbar, konnte jetzt die Geltung eines  Textes erschüttert und in Frage gestellt werden. Von jedem Lehrsatz wurde verlangt, dass über ihn der Nachweis praktischer Relevanz erbracht wird. Die kritische Reflexion darüber schulte das deutsche Rechtsbewusstsein. Franz Wieacker sah in den Prozessen den wichtigsten Rezeptionsbeitrag in der Geschichte des römischen Rechts. Er folgerte daraus, dass die geschaffenen Optionen den Anfang (insbesondere) der deutschen Rechtsgeschichte bedeuteten.

## Umfang der Lehre, Modernisierungsbestrebungen
Klaus Luig spricht von „großen Schwierigkeiten“, die sich beim Versuch der Konturierung der Inhalte und zeitlichen Wirkung des usus modernus stellen. Obwohl der deutsche Jurist Samuel Stryk die Epoche vornehmlich repräsentiere, könne kaum davon ausgegangen werden, dass die Entwicklung auf das heutige Gebiet Deutschlands begrenzt blieb. Denn: der usus modernus sei an keine Staatsgrenze gebunden gewesen, verkörpere vielmehr eine „gesamteuropäische Epoche der Rechtswissenschaft“. So hielt der Niederländer Matthias Wesenbeck seine Vorträge in Deutschland, der Deutsche Johann Jacob Wissenbach hingegen war in Holland tätig. Das römisch-holländische Rechtswerk Inleidinge tot de Hollandsche rechts-geleerdheid des Hugo Grotius fand auch in Deutschland starke Beachtung; und über die Zitate im Werk des viel gelesenen Arnold Vinnius wurde auch in Spanien und in Südamerika diskutiert. Einer der bedeutendsten Juristen der Niederlande, Johannes Voet, begann seine Lehrtätigkeit an der Hohen Schule Herborn. Man wird daher alle jene Juristen als Vertreter des usus modernus ansehen können, die auf den Glossatoren und Konsiliatoren Italiens aufbauend, eine Verknüpfung von Theorie und Praxis forderten und proklamierten, römisches und einheimisches Recht zu fusionieren.
In seinen Ursprüngen beruht der usus modernus auf der bartolistischen Arbeitsweise und Methodik. Bartolus bereits hatte hergebrachtes und einheimisches Recht versucht zu einem „zeitgenössisch modernen Recht“ zu verschmelzen. Im Kern hinterfragten die deutschen Assimilatoren, ob die Regelungen des Corpus iuris die notwendige Legitimation dazu aufwiesen, für die deutsche Rechtspraxis Geltung zu beanspruchen, oder ob sie einem gemeinrechtlichen Wissenschaftsbetrieb eher entgegenstanden. Ausgehandelt wurde, dass das römische Recht subsidiär wirkendes Gewohnheitsrecht sei, aber in das gemeine Recht eingebracht werden könne. Im Sinne eines positivrechtlich begründeten Wissenschaftsbetriebs, sollte traditionelles Recht gelten, wenn es prägnant und anschaulich war. Der Modernisierungsprozess veränderte auch die Gesellschaft.
Alfred Söllner fasst die gewählten Literaturtypen des usus modernus kategorial etwa so zusammen: Einerseits wurden zum Gemeinen Recht Kommentare geschrieben, ein eher neuer Literaturtyp, der sich von den antiken Quellen ab und an loslöste. Eine weitere Gattung widmete sich Darstellungen, die systematisch und enzyklopädisch waren. Ordnungsschemata wurden dabei verändert. Anspruchsvolle Fälle verdienten Einzeldarstellungen in Monografien. Die mittelalterliche Konsilienliteratur wurde andererseits durchaus fortgeführt. Waren Werke besonders wichtig, dazu zählten Heinrich Hahns „Observata“ zu Matthias Wesenbeck, Treulers „disputationes selectae“ , beziehungsweise W. A. Lauterbachs „Compendium iuris“, wurden ganze Werke von Anmerkungen geschaffen (Additionen und Sammlungen). Literarische Hilfestellungen und Einführungen gab es als Literaturtyp auch für die Rechtspraxis und ebenso für die Partikularrechte.

## Hermann Conring und weitere Vertreter
Am engsten verbunden ist die Überwindung der „theoretischen“ Rezeption mit dem Namen des Politikers, Polyhistors, Diplomaten und Staatswissenschaftlers Hermann Conring (1606–1681). Seit seinem frühen Interesse an Reichspolitik, Reichsverfassung und Methodenproblemen des noch sehr jungen Fachs Öffentliches Recht (ius publicum), beschäftigte ihn die Frage, ob römisches Recht darin eine Rechtfertigung findet. Er stieß auf die Lotharische Legende, mit der im Zusammenhang stand, dass römisches Recht kraft Reichsgesetzes seit 1137 unmittelbar gelte. Da das Auswirkungen auf die Rechtsanwendung bei Gericht hatte, hinterfragte er sie systematisch und gründlich, bis er sie schließlich widerlegte. Damit war der Weg für eine unbefangene Arbeit mit den Quellstoffen wieder frei. 1643 entwarf er mit De origine iuris Germanici seine berühmte Schrift  zur „Rezeptionsgeschichte“ mit Praxisbezug. Sie erschien wenige Jahre vor dem Ende des Dreißigjährigen Krieges, mit dem der Gedanke eines römisch-katholischen europäischen Kaiserreichs unterging. In dem alten System herrschte die Rechtsvorstellung vor, dass römisches Recht metaphysisch legitimiert sei. Nach Auffassung von Klaus Luig und Hans-Peter Haferkamp sei Conring auf die „interessante Berührung zwischen Rechtsgeschichte und Rechtspolitik“ gestoßen. „Geschichte“ könne stets dann als historischer Befund herangezogen werden, wenn nicht „politisch“ argumentiert werden soll. Die heutige rechtsgeschichtliche Forschung erkennt in Conrings Rezeptionsdeutung den „Begründer der Deutschen Rechtsgeschichte“ und zugleich den „Vorkämpfer des Deutschen Rechts“.
Vornehmlich kritisierte Conring, dass geltendes Recht nur mühsam festzustellen war. Verschiedene, aufeinander unabgestimmte Rechtsquellen behinderten seiner Auffassung nach jede konkrete Rechtsanwendung bei Gericht. Zudem sei das römische Recht sehr umfangreich, unverständlich weil fremdsprachig, und nicht durch Normen, sondern durch Lehrmeinungen des klassischen Rechts bestimmt; Charakteristika, die kaum mit den deutschen Sitten (ius patrium) zu vereinbaren seien. Er forderte daher, das antike Recht Rechtssatz für Rechtssatz auf Plausibilität zu überprüfen, widrigenfalls zu verwerfen.
Bedeutende Vertreter des usus modernus sind zudem: Ulrich Zasius (1461–1535), Benedikt Carpzov (1595–1666), David Mevius (1609–1670), Georg Adam Struve (1619–1692) und Justus Henning Böhmer (1674–1749).

## Inhalt der Lehre und Praxis
Der usus modernus beruht in seinen Ursprüngen auf der Arbeitsweise und Methodenlehre des Konsiliators Bartolus de Saxoferrato. Bartolus hatte hergebrachtes und einheimisches Recht zu „zeitgenössisch modernem Recht“ verschmolzen. Im Kern interessierte die deutschen Assimilatoren, ob die im Corpus iuris civilis enthaltenen Regelungen für die deutsche Rechtspraxis überhaupt Geltung beanspruchen durften. Insoweit wurde nach dem Geltungsrang des Corpus iuris civilis im Kanon der Rechtsquellen des Gemeinen Rechts gefragt. Der gemeinrechtliche Wissenschaftsbetrieb sollte vorangebracht werden. Man kam überein, dass römisches Recht als subsidiär wirkendes Gewohnheitsrecht im Gemeinen Recht Platz finden würde. Dafür sollte ausschließlich überliefertes Recht herangezogen werden. Dieses sollte in geschriebenes Recht transformiert werden, anschaulich und begriffslogisch gefasst. Nach Franz Wieacker verhalf dieser Modernisierungsprozess des Rechts auch der Gesellschaft zu ihrer Modernisierung.

### Rezeptionskontroverse zwischen Romanisten und Germanisten
Zu Beginn der Epoche in Deutschland war die Rezeption des römischen Rechts durch das Wirken der italienischen Glossatoren, insbesondere der Kommentatoren und der französischen Legisten in Süd- und Westeuropa weit fortgeschritten. Die Aneignung des Rechts hatte in diesem Raum in der Zeit des 12./13./14. Jahrhunderts unmittelbar eingesetzt und die „Statutentheorie“ hervorgebracht. Statuarrecht sollte danach zwar Vorrang genießen aber im Lichte des römischen Rechts ausgelegt werden. Als Auslegungsmaßstab wog das römische Recht somit schwer.
Anders Deutschland, das in beträchtlichem zeitlichen Abstand den Süd- und Westeuropäern folgte, respektive im 16. Jahrhundert erst begann, römisches Recht überhaupt aufzunehmen. Dabei wurde der Stryks’sche Grundgedanke aufgegriffen, römisches Recht nur Schritt für Schritt zu rezipieren, gleichsam um eigenes Recht in Abwehrstellung dazu bringen zu können. Daraus wird deutlich, dass Deutschland in keinem rechtsfreien Raum lebte und sich jahrhundertelang auch ohne römische Rezeptionsgeschichte mit heimischem, germanischem Recht auseinandersetzte. Dieses verbreitete sich mit hohem Durchdringungsgrad während der Besiedlung Mitteleuropas im Rahmen der Völkerwanderung. Die Rezeption in Deutschland ist eine Auseinandersetzung zwischen Germanismus und Romanismus. Dietmar Willoweit betont, dass der Rezeptionsprozess in Deutschland bis zur frühen Neuzeit im Grunde ausschließlich von Klerikerjuristen vorangetrieben worden sei. Die zunehmende Schriftlichkeit und die Ausbreitung diverser Geschäftstypen hinterließen ihre Spuren auch im weltlichen Rechtswesen. Weltliche Juristen hätten frühestens Ende des 15. Jahrhunderts in den Städten für eine Verbürgerlichung des gelehrten Rechts gesorgt und selbst Gesetze geschaffen. Schriftliches Recht erlangte Bedeutung, Rechtsbegriffe wurden diversifiziert, Tatbestände vereinfacht, Normen abstrahiert.

### Rezeption desCorpus iurisin der Fassung der Kommentatoren
Auf den Grundstoffen der Kommentatorenliteratur bauten die Pioniersarbeiten der modernen Juristen auf. Kommentatorenliteratur war Juristenrecht, Recht ausgebildeter Juristen. Da die Autoren selbst einen wissenschaftlichen Anspruch verfolgten, lieferten sie den Nährboden für Weiterentwicklungen. Deren Leistungserfolg lag in der Vielzahl entwickelter Rechtsbegriffe, konturenscharf genug, um Definitionen zu liefern und ein systematisches Bild abzugeben. Eine Einteilungslogik gliederte zudem die Sachzusammenhänge in grundbegrifflicher Hinsicht. Mit derartigem theoretischen Handwerkszeug konnte man den Praxisfällen des Alltags begegnen.
Die Kluft zwischen römischer Überlieferung und heimischem Recht erschien zunächst überwindbar. Römisches Recht war kraft translatio imperii legitimiert, theoretisch zwar bewundernswert, praktisch aber kaum handhabbar. Dass sich die Überzeugung, dass römisches Recht Naturrecht von spiritueller Autorität sei, abgestumpft hatte, zeigte sich in der Kreation der Lotharischen Legende, wirkungslos über drei Jahrhunderte hinweg, nunmehr bedeutungsvoll, wegen des gesellschaftlichen Bedürfnisses, römisches Recht möge sich „neu“ legitimieren.
Daran knüpfte der usus modernus in Deutschland an. Die kasuistisch geprägten römischen Quellenvorbilder wurden freier, pragmatischer gehandhabt. Aus dem Corpus iuris civilis waren besonders die Pandekten im Fokus der Rechtsanalysen. Der  Corpus Iuris Canonici beeinflusste das Geschehen, ebenso stark auch heimische Partikularrechte, bei Samuel Stryk war es der Sachsenspiegel. Christoph Besold und Wolfgang Adam Lauterbach hingegen behandelten in Tübingen das württembergische Recht und David Mevius zog in Greifswald das lübische Recht heran, um die justinianische Gesetzgebung praxistauglich zu machen.
Bei dem Adaptierungsprozess wurden die wesentlichen Kenngrößen bei der gesamteuropäischen Romanistik entlehnt, was für die Rechtsliteratur, die Rechtsprechung und Rechtsunterrichtsformen wie Vorlesungsstoffe galt. Als noch sehr eigenständige deutsche Gesetzeswerke begegnen uns anfänglich das Freiburger Stadtrecht, die erste deutsche Strafgesetzgebung, die Carolina und die kursächsischen Konstitutionen. Allen war allerdings gemein, dass sie nur Landes- und Polizeiverordnungen regelten. Das änderte sich in der Folgezeit. Als bedeutendes Ergebnis einer erfolgreichen Transliteration des römischen in das deutsche Recht, kann die Kodifikation des Codex Maximilianeus bavaricus civilis betrachtet werden.
Anders als zuvor, wurde das römische Recht dabei einer kritischen Betrachtung unterzogen. In Einzelfällen kamen die Vertreter des usus modernus zum Schluss, dass Regelungen des römischen Rechts nicht auf die aktuellen Verhältnisse anwendbar waren und den Regelungen des kanonischen oder einheimischen Rechts der Vorrang einzuräumen war. Die Periode dieser Auseinandersetzungen ist die längste und mutmaßlich die bedeutungsvollste für Deutschlands Einlassung auf das römische Recht. Aus ihr erwuchs die gemeinrechtliche Dogmatik, von der noch die heutige deutsche Rechtswissenschaft profitiert.

### Rechtsmaterien
Der usus modernus griff eine Vielzahl von Rechtsthemen auf, um Theorien zu entwickeln. Grundlage war ein Rechtssystem, das sich in die Bereiche des Schuld-, Sachen-, Familien- und Erbrechts gliedern lässt und damit einen strikten formalen Ordnungsrahmen vorsah, richtungsweisend für die Gesetzgebung der nationalen Rechtsordnungen und Rechtswissenschaften in Deutschland und Europa. 
Leidenschaftlich diskutiert wurden für die Praxis die römischen Quellen zur Entwicklung der Verpflichtungsgeschäfte, Auslegungsmöglichkeiten zum Parteiwillen in den Konsensualkontrakten. Dabei interessierten auch komplexere Konstruktionen wie Gesamthandsgeschäfte oder praktikable Ideen zum Besitzrecht. Ausweislich der Quellen, gab es noch im antiken Formularprozessrecht Konstruktionen, die die Rechtsschritte ermöglichen sollten, die das einst nicht existente, heute vertraute, Abtretungsrecht ermöglichten. Dazu entwickelten die Protagonisten Theorien, ebenso wie zum Bereicherungsrecht. Ausflüsse dieser Theorien wurden später von der Pandektenwissenschaft weiterentwickelt und mündeten in Teilen schließlich im Bürgerlichen Gesetzbuch. Bedeutung hatte der usus modernus auch für das Strafrecht. Einige strafrechtliche Theorien erhielten erste Formulierungshilfen. Von besonderem Interesse sind die dogmatischen Ansätze, die in den sogenannten Allgemeinen Teil des deutschen Strafrechts der Gegenwart einflossen. Ab der ersten Hälfte des 18. Jahrhunderts fand das umfangreich diskutierte und neu verstandene Naturrecht Berücksichtigung bei der Anwendung der Pandekten. Protagonisten waren Johann Gottlieb Heineccius und Augustin Leyser, der im Rahmen seiner elfbändigen Sammlung Meditationes ad Pandectas eine Vielzahl von Rechtsfragen abhandelte. Dabei flossen auch Elemente der vom usus modernus fortentwickelten gemeinrechtlichen Dogmatik in die Naturrechtskodifikationen ein.
Der usus modernus bestimmte andererseits darüber, welche römisch-rechtlichen Institute keine weitere Relevanz für die Rezeption haben sollten. Aussortiert wurden Rechtsauffassungen, die sich in den Gebräuchen der Gesellschaft nicht wiederfanden. Besonders der große Themenkreis des Personen- und Familienrechts blieb ausgespart, da die unmittelbaren Lebensbezüge eine eigene rechtliche Traditionslinie aufwiesen. Nicht weiter diskutiert wurde daher das römische Statusrecht, insbesondere wurden die komplizierten und längst nicht mehr trennscharf argumentierten Unterscheidungsmerkmale des Bürger- und Fremdenrechts nicht übernommen. Auch das Recht zur Sklaverei wurde bedeutungslos. Ebenfalls aussortiert wurde das familiäre Herrschaftsmodell der patria potestas, insofern erwachsene Hauskinder davon betroffen waren. Aus dem deutschrechtlichen Zusammenhang hatten sich dazu längst Ideen zum System elterlicher Gewalt etabliert. Das Eherecht andererseits hatte weder römische Vorfahren, noch war es vom profanen deutschen Munteherecht geprägt, denn bereits im Hochmittelalter hatte sich in der Folge des Zweiten Laterankonzils kanonisches Eherecht durchgesetzt.

## Würdigung und Nachwirkung
In der Forschung wird davon ausgegangen, dass Deutschland auch ohne die Rezeption des Corpus iuris civilis, so wurde das Corpus iuris erst seit der Zeit des Humanismus genannt, zu einem fachlich spezialisierten Recht vorgedrungen wäre. Es wäre dann wohl eher von statuar- oder fallrechtlichen Zügen geprägt gewesen. Da die Rezeption in Deutschland später als in den Staaten Süd- und Westeuropas einsetzte, konnte mit ihr gleichzeitig ein geistiger und technischer Erneuerungsprozess in Gang gesetzt werden. Zudem fand die Rezeption einen neuen Apparat für die Rechtspflege vor, ein gut ausgebildetes Beamtentum. Die altständischen Rechtskörper, denen Fachausbildungen regelmäßig fehlten, hatten sich zuvor noch aus den Reihen der Patrizier, Ritter und kirchlichen Würdenträger rekrutiert. Sie wurden nun aus ihrer Funktion gedrängt. Mit der Aufgabenwahrnehmung durch die Beamten, bei denen es karrieristische Aufstiegschancen gab, rückten zunehmend Staatszielbestimmungen in den Vordergrund, so dass gesagt werden kann, dass aus ehemaligen „Rechtshonoratioren“ (Max Weber) Staatsdiener geworden waren. Sie pflegten einen verantwortungsvolleren Umgang mit sozialen Interessenslagen, als ihre Vorgänger, die partikulare Interessen verfolgten.
Im deutschen Territorialstaat der vorrevolutionären Zeit schlossen die Obrigkeiten, die fürstlichen Autoritäten, vielerorts Bündnisse mit dem römischen Recht. Ins Rechtsbewusstsein des Volkes rückte autoritätsbezogenes Recht. Geschriebenes wie gesprochenes Recht beruhte auf der Autorität der Landesherrn und damit auf deren öffentlicher Verantwortung. Und diese öffentliche Verantwortung trat den wirtschaftlichen und politischen Interessen der ständischen Gewalten entgegen. Die Oberhand der gelehrten Rechtspflege verknüpft sich insoweit mit dem Fürstenstaat selbst.
Kritisch wurde immer wieder angemerkt, dass mit der Abstraktion des Wissenschaftsbetriebs und der Herausbildung eines rationalistischen Anspruchs an das Rechtsmonopol, eine Abflachung der Vitalität der Volkskräfte eingetreten sei. Vorgeworfen wird dem gelehrten Recht, dass der Reichtum persönlicher, organischer und geschichtlicher Kräfte keinen Niederschlag im Recht mehr fand, sodass – im Gegensatz zu den Entwicklungen im englischen Recht – attestiert werden müsse, dass parallel zu seiner Entwicklung eine „rationale Erstarrung“ auf dem Kontinent Einzug gehalten habe. Der kontinentale Staatsbürger stünde seinem Recht bis heute wie etwas „Fremdem“ gegenüber, der englische Bürger hingegen erlebe das Recht und die Rechtspflege seines Landes als Gemeinbesitz.
Da Kodifikationen des Rechts den Grundideen der Aufklärung und dem Nationalbewusstsein verschiedener europäischer Nationen entsprachen, wurde Jahre nach Abfassung der partikular wirkenden und überstaatlich wirksamen Naturrechts-Codizes der Wunsch nach einheitlichen Nationalkodifikationen laut. Vor dem Hintergrund des Kodifikationsstreits seiner Protagonisten Anton Friedrich Justus Thibaut und Friedrich Carl von Savigny, wurde die eingangs bereits gestellte Frage ins nunmehr geschichtliche Bewusstsein gerufen. Die Historische Rechtsschule Savignys versuchte Antworten zur rechtlichen Ausgestaltung der vitalen Vielfältigkeit der Lebenswirklichkeit zu geben.
Soweit römisches Recht heute noch angewendet wird, so in Südafrika und Botswana, spricht man im Gegensatz zu „usus modernus pandectarum“ vom „usus hodiernus pandectarum“.